# Lars Michaelsen
Lars Neiendam Michaelsen (nascido em 13 de março de 1969) é um ex-ciclista dinamarquês que participava em competições de ciclismo de estrada.
Como amador, venceu a corrida profissional da Volta a Suécia em 1990 e a corrida amadora do Paris-Tours sub-23 em 1991, como mais notáveis vitórias; além disso, ficou em terceiro lugar no Campeonato da Dinamarca de Ciclismo em Estrada. Tornou-se profissional em 1994, e competiu no Paris-Roubaix em 2007, onde terminou em 11.º lugar, depois de trabalhar por seu companheiro de equipe Stuart O'Grady a vencer a competição.
Paris-Roubaix era uma de suas corridas preferidas, onde terminou duas vezes em quinto lugar nas edições de 2002 e 2005. Sua vitória mais importante foi na Gent-Wevelgem em 1995.
Também tem participado em quatro edições dos Jogos Olímpicos, em Barcelona 1992, em Atlanta 1996, em Sydney 2000 e em Atenas 2004, não conseguindo medalhas.
Atualmente se desempenha como diretor esportivo na equipe Leopard Trek.